# Polyplax abyssinica
Polyplax abyssinica är en insektsart som beskrevs av Ferris 1923. Polyplax abyssinica ingår i släktet Polyplax och familjen ledlöss. Inga underarter finns listade i Catalogue of Life.